# Jean-Philippe Imparato
 (décembre 2017).
Jean-Philippe Imparato, né le 27 août 1966 à Sète (Hérault), est un entrepreneur français. Il était le directeur général de Peugeot du 1er septembre 2016 au 19 janvier 2021, date à laquelle il prend les commandes du constructeur automobile italien Alfa Romeo, filiale du nouveau groupe multinational Stellantis. En octobre 2024, il prend la tête de division européennes du groupe.

## Biographie

### Jeunesse et vie privée
Né en 1966, à Sète, dans l'Hérault, Jean-Philippe Imparato grandit dans le sud de la France dans une famille passionnée d’automobile. Il fait ses études supérieures en Isère et est diplômé de Grenoble École de management en 1988. Après son service militaire, il intègre directement le Groupe PSA à 24 ans en décembre 1990.

### Carrière
Il commence sa carrière chez Peugeot comme responsable de secteur à la direction régionale de Dijon puis poursuit son parcours chez Citroën jusqu’en 1995 en tant que directeur régional à Toulouse. Il s’oriente ensuite vers l’international. 
En 2003, il devient directeur de la qualité et membre du comité exécutif de DPCA, coentreprise Dongfeng Peugeot Citroën Automobiles, en Chine, zone stratégique dans le développement du groupe PSA. Quatre ans plus tard il intègre la direction des achats du groupe, en tant que responsable de la qualité fournisseurs.
Il dirige le réseau propre du Groupe (PSA Retail) à partir de 2013.
Il devient directeur général de la marque Peugeot le 1er septembre 2016. Il intègre à cette même date le comité exécutif du Groupe PSA et succède ainsi à Maxime Picat qui prend la tête de la direction Europe du Groupe PSA.
Son arrivée coïncide avec le lancement du plan Push to Pass du Groupe PSA, initiée par son président Carlos Tavares, et du nouveau SUV Peugeot 3008.
Le 19 janvier 2021, à la suite de la naissance de Stellantis issu de la fusion de PSA et FCA, il est nommé directeur de la marque Alfa Romeo.
En octobre 2024, il quitte la direction d'Alfa Romeo et accède à la présidence de Stellantis Europe.